# Pentatlo moderno nos Jogos Olímpicos de Verão de 1928
O pentatlo moderno nos Jogos Olímpicos de Verão de 1928 foi disputado na cidade de Amsterdã, Países Baixos.

## Masculino

### Individual
| Pos. | País     | Atletas      | Pontos |
| ---- | -------- | ------------ | ------ |
|      | Suécia   | Sven Thofelt | 47     |
|      | Suécia   | Bo Lindman   | 50     |
|      | Alemanha | Helmuth Kahl | 52     |